# Muhammad aš-Šahrastání
Tādž al-Dīn Abū al-Fath Muhammad ibn `Abd al-Karīm aš-Šahrastānī (1086–1153), známý též jako Muhammad al-Šahrastānī, byl významný perský religionista, historik náboženství, islámský učenec, filosof a teolog.
Jeho kniha Kitáb al-Milal wa al-Nihal [český výbor vyšel jako Kniha náboženských a filosofických sekt a škol (díly věnované islámským směrům a odnožím)] je považována za průkopnické historické dílo na poli (srovnávací) religionistiky.

## Život
Narodil se roku 1086 ve městě Šahristán v Persii, kde získal tradiční základní vzdělání. Poté byl poslán na studia do Nišapúru, kde byl žákem učence al-Juwayního (zemřel 1085). Ve třiceti letech odchází do Bagdádu studovat islámské teologické nauky a tři roky učil na prestižní škole al-Nizāmija. Poté se vrátil do Persie, kde pracoval jako nā'ib (zástupce) kancléře seldžuckého vládce Khurasánu. Na konci života se vrátil do svého rodného města, kde zemřel v roce 1153.

## Dílo
Al-Šahrastání se vyznamenal svým úsilím vědecky popsat obecné univerzální náboženské dějiny lidstva.
Lze to vypozorovat v jeho již zmíněném díle Kitab al-Milal wa al-Nihal, v němž shrnuje základy soudobých náboženství i filosofických systémů vědeckým způsobem.

## Náboženské vyznání
Ačkoli se sám prezentoval jako sunnita, bývá řazen k větvi ismalíitů.

## Pozorování křesťanství
V díle Kitab al-Milal wa al-Nihal přináší pozorování křesťanství (zejména jeho ortodoxní větve) islámským pohledem:
“Křesťané jsou společenství (umma) Krista, Ježíše, syna Mariina (mír s Ním). On to byl, kdo vpravdě poslal Proroka po Mojžíšovi (mír s Ním) a je zmíněn v Tóře. Byla mu (poskytována) zjevná znamení a pozoruhodné důkazy, jako je oživování mrtvých a uzdravování slepých a malomocných. Jeho samotná povaha a vrozená dispozice (fitra) jsou dokonalým znamením jeho pravdivosti; to znamená jeho příchod bez předchozího semene a jeho mluvení bez předchozího učení. U všech (ostatních) proroků došlo k příchodu jejich zjevení ve (ve věku) čtyřiceti let, ale zjevení se mu dostalo, když byl přinucen mluvit v kolébce, a zjevení se mu dostalo, když předal (božské poselství) ve (ve věku) třiceti let. Délka jeho (prorocké) mise (da'wa) byla tři roky a tři měsíce a tři dny. ”
Al-Šahrastani rovněž popsal rozdíly mezi křesťany v díle Kitab al-Milal wa al-Nihal ohledně inkarnace (tajassud):
“Tvrdili, že Bůh má tři hypostáze (aqanim). Řekli, že Stvořitel (kéž je povýšen) je jedna substance (jawhar), což znamená to, co je soběstačné (al-qa'im bi-n-nafs), nikoli (co je charakterizována) prostorovým umístěním a fyzickou velikostí; a on je jeden v podstatě, tři v hypostatice (uqnumiyya). Hypostázemi míní atributy (sifat), jako je existence, život a vědění, a otec, syn a svatý duch (ruh al-qudus' '). (Hypostáza) vědění sama sebe a byla inkarnována, ale ne ostatní hypostázy..”